# Stemonyphantes curvipes
Stemonyphantes curvipes är en spindelart som beskrevs av Andrei V. Tanasevitch 1989. Stemonyphantes curvipes ingår i släktet Stemonyphantes och familjen täckvävarspindlar. Inga underarter finns listade i Catalogue of Life.